# From Funeral Skies
From Funeral Skies (englisch Aus Beerdigungshimmeln) ist ein Album der belgischen Funeral-Doom-Band The Ethereal.

## Geschichte
Mit From Funeral Skies initiierte Stijn van Cauter neben Until Death Overtakes Me und Beyond Black Void ein weiteres Funeral-Doom-Projekt. Das Debüt spielte er in seinem Heimstudio Templa Libitina von Mai bis November 2002 ein und via Nulll Records mit der Katalognummer NULLL 010 veröffentlicht. Das Projekt hielt er anfangs anonym. Nach der Veröffentlichung des Debüts wurde seine Beteiligung publik. Van Cauter gab im Jahr 2022 eine Remasterte und um das im Jahr 2010 entstandene Bonusstück Endlight erweiterte Album als Musikdownload und Print-on-Demand-CD-R heraus.

## Albuminformationen
From Funeral Skies ist das Debütalbum des Projektes. Es wurde von van Cauter 2002 als Demo und als Album über Nulll Records veröffentlicht. In einer erweiterten und überarbeiteten Version erschien das Album im Jahr 2005 als erste Veröffentlichung des Labels Marche Funebre Productions, mit der Katalognummer MARCH 001, erneut.

### Umfang und Gestaltung
Das 2002 erstmals veröffentlichte Album enthält drei separate Stücke, die eine Gesamtspielzeit von 41:46 Minuten haben. Die Gestaltung übernahm van Cauter selbst. Für eine Wiederveröffentlichung via Marche Funebre Productions im Oktober 2005 wurde das Album von Juli bis August des Jahres 2003 neu eingespielt und im CCR Studio in Zulte einem Mastering unterzogen. Hinzukommend fügte van Cauter dem Album das Stück From Funeral Skies mit einer Länge von 15:56 Minuten hinzu, wodurch das wiederveröffentlichte Album eine Gesamtspielzeit von 57:42 Minuten besaß. Das Stück wurde zwischen Mai und August des Jahres 2003 eingespielt. Die Gestaltung übernahm van Cauter selbst. Das Cover zeigt eine violette Wolkendecke als Hintergrund und einen raumfüllenden silbernen Bandschriftzug. In der 2022 remasterten und um ein weiteres Stück ergänzten Version besitzt das Album eine Gesamtspielzeit von 1:09:24 Stunden.

### Stil
Die von The Ethereal auf From Funeral Skies gespielte Musik wird als extremer und minimalistischer Funeral Doom beschrieben. Insbesondere der Unterschied zum zeitnah erschienenen Album Desolate von Beyond Black Void sei nur marginal. Das Album erinnere punktuell an Worship, aufgrund der durchgehenden Nutzung der Leadgitarre sowie an Funeral zur Zeit der EP Tristese, aufgrund besonders langer, nihilistischer Songstrukturen, dennoch scheine From Funeral Skies die Grenzen der Möglichkeiten des Extreme Doom zu erweitern. Dabei ergehe sich das Album in nicht-melodischen Leadgitarren-Spuren, einem ausgeprägten Growling weniger Worte, und „unerbittlich langsame Tempi“. Die „monolithischen und langatmigen Stücke“ werden durch den minimalistischen „Einsatz von Violine, Orgel und Klavier“ ergänzt und vermitteln eine lethargische Atmosphäre.

## Wahrnehmung
From Funeral Skies wurde international positiv angenommen. Es sei ein „apokalyptische[s] Soundszenario“ in welches sich der Hörer „fallen lassen“ müsse. Dabei kreiere van Cauter „bedrohlich schaurige Stimmungen und lässt dem Hörer durch das mehr als nur gemächliche Tempo viel Zeit und Raum, sich seine eigenen Bilder zur Musik auszumalen.“ hob Christian Wögerbauer in seiner für Vampster verfassten Besprechung die Atmosphäre und Stimmung hervor. In einer Besprechung, der ergänzten Version von From Funeral Skies, für das Webzine Doom-Metal.com lobte Kostas Panagiotou das Projekt als „eine der langsamsten und extremsten Doom-Truppen in der Geschichte der Menschheit“. Für das gleiche Webzine besprach Odile Aurora Strik als Oscar Strik das Album als „Verbesserung“ des Demos mit hohem „Qualitätsunterschied“ die „keineswegs redundant“ sei. An anderer Stelle wurde das Album als gute Veröffentlichung im Genre gelobt, es böte allerdings „keine Neuerungen“ im Genre und würde die Szene „nicht zu neuen Innovationen führen“. Das Album sei trotz dieser Einschränkung von enorm atmosphärischer Dichte hieß es in einer für Metal Crypt verfassten Besprechung „The Ethereal belohnen zweifellos mit einem klaustrophobischen und intensiven Album das Tief in die Leere blickt.“

## Titelliste
1. Beyond All Dreams: 17:05
2. Your Creation: 14:47
3. Wish: 09:54
4. From Funeral Skies: 15:56 (Ab 2005)
5. Endlight: 11:42 (Ab 2022)